# Карлсфелд
Карлсфелд (њем. Karlsfeld) општина је у њемачкој савезној држави Баварска. Једно је од 17 општинских средишта округа Дахау. Према процјени из 2010. у општини је живјело 18.184 становника. Посједује регионалну шифру (AGS) 9174126.

## Географски и демографски подаци
Карлсфелд се налази у савезној држави Баварска у округу Дахау. Општина се налази на надморској висини од 491 метра. Површина општине износи 15,6 km². У самом мјесту је, према процјени из 2010. године, живјело 18.184 становника. Просјечна густина становништва износи 1.165 становника/km².

## Међународна сарадња
| Мјесто         | Држава    | Врста сарадње | Од    |
| -------------- | --------- | ------------- | ----- |
|                | Француска | контакт       | 1983. |
|                | Француска | контакт       | 1983. |
| Шарлвил су Боа | Француска | контакт       | 1983. |
| Извор          |           |               |       |